# Philippe Kahn
Pour les articles homonymes, voir Kahn.
Philippe Kahn (né le 16 mars 1952) est un entrepreneur français.
Il est le créateur du compilateur Turbo Pascal et plus tard l'inventeur de la première solution de partage de photographies pour téléphone appareil-photo, permettant le partage instantané sur les réseaux télécoms publics. Il a créé quatre sociétés du domaine technologique : Borland Software, Starfish Software, LightSurf Technologies, et Fullpower Technologies.

## Biographie

### Vie familiale

#### Famille

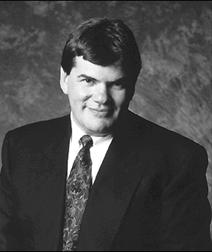
Philippe Kahn en 2007.

Philippe Kahn naît à Paris le 16 mars 1952) du mariage de Charles-Henri Kahn (1915-1999) et de Claire Monis (1922-1967). Il est élevé par sa mère à partir de l'âge de 5 ans, à la suite du divorce de ses parents. Il n'a que 15 ans lorsque sa mère meurt après un accident de voiture à Paris.
D'un premier mariage, il a trois enfants : Laura, Estelle et Samuel. Il épouse en secondes noces Sonia Lee Kahn (en), cofondatrice de Fullpower Technologies (en) et de LightSurf (en). De ce mariage, naît une fille,.

### Formation
Philippe Kahn étudie à l'École polytechnique fédérale de Zurich, en Suisse (Institut fédéral polytechnique suisse), et à l'université de Nice, en France. Il obtient une maîtrise en mathématiques.

### Centres d'intérêt
Étudiant, il développe des programmes pour le Micral, le premier ordinateur personnel utilisant un microprocesseur, fourni complet (c'est-à-dire qui ne soit pas à monter soi-même). Le Micral fut vendu pour des applications verticales, et est maintenant reconnu par le Computer History Museum comme étant le premier ordinateur personnel à base de microprocesseur créé en 1973.
Il étudie la musicologie et la flûte classique au Conservatoire de musique de Zurich, il aime la musique classique et le jazz contemporain,.
Passionné de voile, il crée l'équipe de voile « Pegasus Racing » dont il tient le blog.
Navigateur hauturier, il effectue plus d'une dizaine de traversées transpacifiques et détient le record de la Transpac en double (avec deux équipiers) de San Francisco à Oahu, Hawaï. Il remporte la division en double de la Transpacific Yacht Race 2009, qui relie Los Angeles à Hawaï, et établit le record de la Transpac en 7 jours et 19 heures, battant ainsi le temps précédent de 10 jours et 4 heures.

### Vie professionnelle

#### Enseignement
Philippe Kahn enseigne les mathématiques à Grenoble puis à Cagnes-sur-Mer.

#### Borland (1982-1995)
Considérant qu'un produit comme le Micral, bien qu'innovant, n'aurait pas un succès commercial suffisant en Europe, Kahn part aux États-Unis en tant que touriste en 1982, commercialisant en parallèle le logiciel Sidekick (devenu Borland Sidekick) au travers de petites annonces dans des journaux spécialisés en informatique. Il obtient un emploi chez Hewlett-Packard, avant de le perdre à cause de son statut illégal.
Après une période d'activité de conseil, il fonde Borland International, bien qu'il ne soit toujours pas légalement résident américain à cette époque. Après une période de quatre ans passée aux USA avec un visa de touriste, Kahn obtient une Carte verte en 1986. Il est aujourd'hui naturalisé citoyen américain.
Il arrive dans la Silicon Valley sans biens personnels. Pour assurer les fortes commandes associées aux annonces du logiciel Sidekick, il crée la société Borland. Borland débute dans un local de deux pièces, au-dessus d'un garage de réparation automobile Jaguar à Scotts Valley. Kahn aime plaisanter sur sa manière de démarrer une affaire « à l'américaine, dans un garage ». Kahn est à court d'argent, avec peu de revenus, et il est dans l'incapacité d'acheter une voiture pour sa famille à cause de son statut d'immigrant et son statut de crédit.
Mme R. Taylor, ancienne responsable de la publicité chez Zilog, co-achète deux véhicules, et y place la publicité que son agence a créée pour les produits Borland. La publicité pour le premier produit Turbo Pascal répand le nom de Borland dans la Silicon Valley, et lance financièrement la société.

##### Turbo Pascal et Sidekick
Le premier succès commercial de Borland est le premier organiseur de bureau, SideKick (en) suivi par Turbo Pascal, lancé en novembre 1983. Borland se développe pour posséder une ligne de produits d'outils de développement, ainsi qu'un ensemble de produits pour le bureau qui concurrencent directement Microsoft et Lotus/IBM.
Borland est introduit en bourse avec succès à Londres en 1986, suivi d'une introduction en bourse aux USA en 1989 et 1991. Kahn devient un dirigeant couronné de succès dans les affaires de hautes technologies.

##### Compétition contre Microsoft
Borland concurrence Microsoft dans les années 1980 ainsi qu'au début de la décennie suivante. Président, DG, et PDG de Borland depuis le début et menant Borland de la société en capital risque sans ventes jusqu'à un chiffre d'affaires de 500 millions d'USD, Kahn entre en désaccord stratégique avec le directoire de Borland. Kahn est forcé de démissionner par le directoire en janvier 1995. Toutefois, il siège au directoire en tant que directeur jusqu'en novembre 1996, démontrant jusqu'à sa démission son soutien et sa loyauté malgré la controverse. Kahn a assuré des responsabilités chez Borland pendant douze ans.

##### Vente à Micro Focus
Borland est racheté par Micro Focus le 6 mai 2009. Le journal San Jose Mercury News rapporte que « Philippe Kahn, qui fonda la compagnie en 1983 et la dirigea jusqu'en 1994, présente l'accord comme un résultat adéquat et comme une synergie pour les deux sociétés et un excellent aboutissement pour les employés, les clients, et les actionnaires. »

##### Défense des droits des homosexuels
Sous la direction de Kahn, Borland est devenu la première société de logiciels à offrir aux partenaires domestiques tous les avantages sociaux et un pionnier des droits des homosexuels dans la Silicon Valley. Kahn a été l'un des principaux orateurs lors de la conférence sur les droits des homosexuels qui s'est tenue sur le campus d'Apple le 19 octobre 1993.

#### StarFish Software (1994-1998): synchronisation sans fil
Article principal : StarFish Software
Philippe Kahn et Sonia Lee fondent Starfish en 1994, dont la vision fondatrice : « La synchronisation et l'intégration globales des équipements avec fil et sans fil », se traduit par la plateforme TrueSync, afin de : « Saisir et modifier de l'information n'importe où, avec une synchronisation automatique partout ». Starfish développe l'essentiel de la synchronisation de base pour les équipements, notamment pour l'industrie du sans fil. TrueSync est le premier système de synchronisation sur les ondes (Over-The-Air –OTA). Starfish est acheté par Motorola pour 250 millions USD en 1998, et conséquemment devient un département de Nokia après le déclin de Motorola. La technologie de Starfish est une partie intégrante de la plateforme Nokia.

#### 1997: premier téléphone avec appareil photo

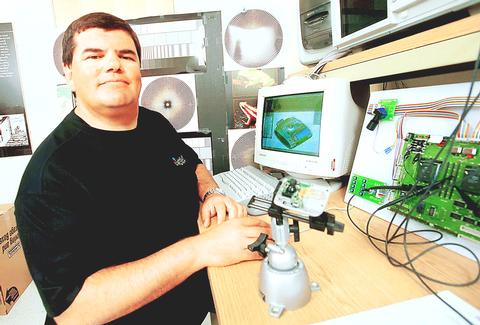
Philippe Kahn travaille sur les premiers téléphones à caméra

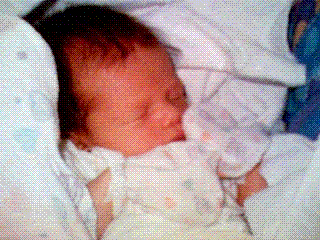
11 juin 1997, Santa Cruz, CA : Image prise par Philippe Kahn après la naissance de sa fille.

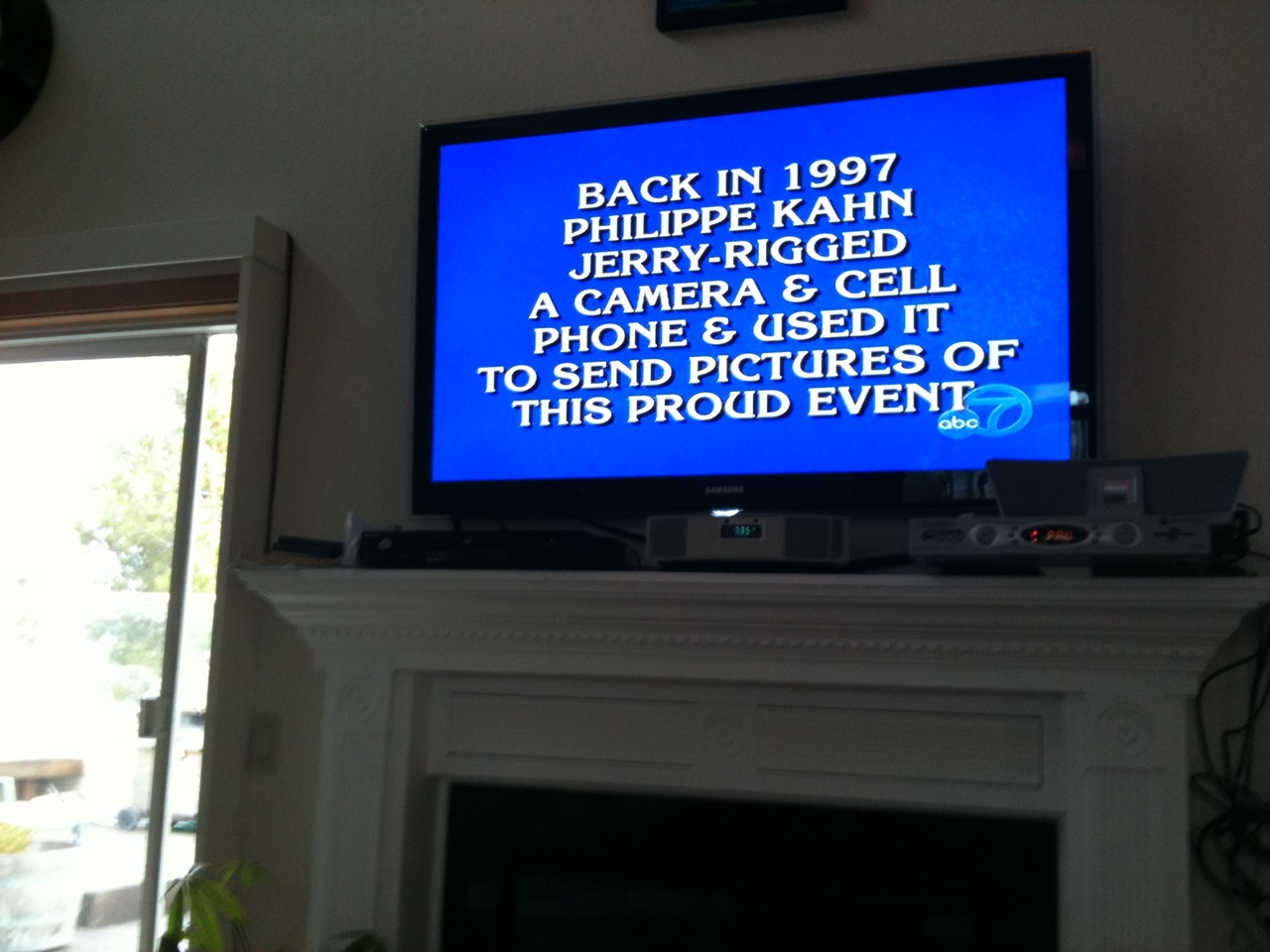
1er juillet 2010, question de Double Jeopardy

En 1997, il invente la première solution de partage de photographies pour téléphone appareil-photo, permettant le partage instantané sur les réseaux télécoms publics. L'impulsion pour cette invention a été la naissance de la fille de Kahn. Kahn a travaillé pendant presque une année sur une infrastructure basée sur un serveur web pour les images, qu'il a appelée Picture Mail. À l'hôpital, alors que sa femme était en train d'accoucher, Kahn a bricolé une connexion entre un téléphone portable et un appareil photo numérique et a envoyé des photos en temps réel à l'infrastructure de messagerie photo qu'il avait installée chez lui,,. Kahn a déclaré plus tard : « J'avais toujours voulu que tout cela fonctionne à temps pour partager la photo de naissance de ma fille, mais je n'étais pas sûr d'y arriver. C'est toujours le cas : s'il n'y avait pas la dernière minute, rien ne serait jamais fait. »
En 2016, le magazine Time a inclus la première photo prise par Kahn avec son téléphone portable dans sa liste des 100 photos les plus influentes de tous les temps. En 2017, Subconscious Films a créé un court-métrage recréant le jour où Philippe a partagé instantanément la première photo de la naissance de sa fille Sophie prise avec son téléphone portable.

#### LightSurf Technologies (1998-2005): messagerie multimédia
Article principal : LightSurf Technologies
Kahn et sa femme Sonia ont cofondé la société de messagerie multimédia LightSurf Technologies en 1998. LightSurf a commercialisé Picture-Mail et le téléphone à appareil photo. En 2005, LightSurf a été rachetée par Verisign pour 300 millions de dollars américains. En 2009, Syniverse Technologies a racheté Lightsurf à Verisign.

#### Fullpower Technologies (de 2005 à aujourd'hui): technologie embarquée
Article principal : Fullpower Technologies
Fullpower, fondée en 2005, fournit un écosystème breveté pour les solutions de fusion de capteurs portables et l'Internet des objets, qui prennent en charge des réseaux de capteurs. L'expertise de la société est la technologie de surveillance du sommeil utilisant des capteurs et l'intelligence artificielle.
L'inspiration derrière certaines des technologies de Fullpower provient de la passion de Kahn pour la voile. Lors d'une course exigeante où les marins devaient dormir moins d'une heure par période de 24 heures, Kahn a commencé à expérimenter des biocapteurs et des accéléromètres linéaires à trois axes capables de détecter des micromouvements et de fournir des recommandations significatives. Kahn a créé des prototypes de trackers de sommeil utilisant des biocapteurs qui optimisaient des siestes de 26 minutes pour maximiser les bénéfices du sommeil et le temps de navigation.

#### Brevets
Kahn a déposé ou s'est vu accorder plus de 230 brevets à l'échelle internationale, dans des domaines tels que les outils de modélisation de l'intelligence artificielle, l'Internet des objets, la détection de mouvement, la technologie portable, les systèmes de positionnement global, les télécommunications, la télémédecine et la surveillance du sommeil.

## Pour approfondir